# Anne van Schuppen
Anne Elisabeth van Schuppen (Doornspijk, 11 ottobre 1960) è un'ex maratoneta olandese, vincitrice della maratona di Rotterdam nel 1993.
Ha inoltre vinto la mezza maratona City-Pier-City Loop del 1992 e la maratona di Utrecht dello stesso anno. Ha partecipato alla maratona delle Olimpiadi del 1996, piazzandosi 41ª in 2h40'46".

## Campionati nazionali
1997
- Bronzo ai campionati olandesi di mezza maratona - 1h15'08"

## Altre competizioni internazionali
1988
- 17ª alla Maratona di Berlino ( Berlino) - 2h42'23"

1992
- Oro alla Maratona di Utrecht ( Utrecht) - 2h32'40"
- Bronzo alla Maratona di Francoforte ( Francoforte sul Meno) - 2h37'04"
- 7ª alla Mezza maratona di Breda ( Breda) - 1h15'58"

1993
- Oro alla Maratona di Rotterdam ( Rotterdam) - 2h34'15"
- 6ª alla Zevenheuvelenloop ( Nimega), 15 km - 51'58"

1994
- Bronzo alla Maratona di Lisbona ( Lisbona) - 2h32'45"

1996
- Bronzo alla Maratona di Rotterdam ( Rotterdam) - 2h31'26"
- 6ª alla Zevenheuvelenloop ( Nimega), 15 km - 51'32"

1999
- Bronzo alla Mezza maratona di Masstricht ( Masstricht) - 1h15'21"
- 11ª alla Zevenheuvelenloop ( Nimega), 15 km - 55'09"

2000
- 8ª alla Maratona di Rotterdam ( Rotterdam) - 2h35'25"
- 13ª alla Mezza maratona di Amsterdam ( Amsterdam) - 1h17'48"
- 12ª alla Zevenheuvelenloop ( Nimega), 15 km - 53'24"

2001
- 8ª alla Maratona di Chicago ( Chicago) - 2h41'51"
- 5ª alla Maratona di Dubai ( Dubai) - 2h44'19"
- 24ª alla Zevenheuvelenloop ( Nimega), 15 km - 56'25"

2002
- 7ª alla Maratona di Amsterdam ( Amsterdam) - 2h34'25"

2003
- 5ª alla Maratona di Amsterdam ( Amsterdam) - 2h38'15"
- 5ª alla Maratona di Rotterdam ( Rotterdam) - 2h35'52"

2005
- Bronzo alla Maratona di Rotterdam ( Rotterdam) - 2h40'51"